# Alchemilla viridicans
Alchemilla viridicans é uma espécie de rosácea do gênero Alchemilla, pertencente à família Rosaceae.